# Atractylocarpus comosus
Atractylocarpus comosus là một loài Rêu trong họ Dicranaceae. Loài này được Dixon mô tả khoa học đầu tiên năm 1934.